# Tellement j’ai d’amour…
Tellement j’ai d’amour… — третий франкоязычный студийный альбом канадской певицы Селин Дион, вышедший в Квебеке, Канада 7 сентября 1982 года.

## Информация об альбоме
Как и в случае с первым альбомом Селин Дион, в создании этой пластинки принимали активное участие члены семьи Дион. Трек «Tu restes avec moi» был записан вместе с сестрой Селин, Жислен, и автором песни, Франсуа Козино. Композиция «Le tour du monde» создавалась при участии сестёр Дион, которые выступили в качестве бэк-вокалисток. К тому же, для этого альбома была записана новая версия «La voix du bon Dieu», заглавного трека из её дебютного альбома, на этот раз с семьёй Дион на бэк-вокале. Помимо песен, написанных Эдди Марне, Tellement j’ai d’amour… также содержит «Le piano fantôme», написанную для Селин Дион Люком Пламондоном, с которым она сотрудничала в дальнейшем при записи альбомов Incognito (1987), Dion chante Plamondon (1991) и Sans attendre (2012).
Первый сингл из альбома — «Tellement j’ai d’amour pour toi» — достиг третьей позиции в чарте Квебека. С этой песней Селин Дион выиграла Золотую медаль за лучшую песню на Yamaha Music Festival в Токио, Япония. Второй сингл — «D’amour ou d’amitié» — стал хитом № 1 в Квебеке и получил золотую сертификацию (более 50 000 проданных копий). Во Франции сингл также стал золотым и разошёлся тиражом более 700 000 экземпляров; Селин Дион стала первым канадским музыкантом, добившимся подобного успеха.
Альбом Tellement j’ai d’amour… стал первым коммерчески успешным полноформатным релизом Селин Дион. В Канаде было продано 150 000 копий альбома, за что он был сертифицирован платиновым. В следующем году Дион получила свои первые четыре премии Félix, включая награду «Лучший поп-альбом года».
Благодаря успеху «D’amour ou d’amitié» во Франции, Дион смогла выпустить свой первый альбом в этой стране. Он был назван Du soleil au cœur и содержал три песни из Tellement j’ai d’amour… («D’amour ou d’amitié», «Tellement j’ai d’amour pour toi» и «Le vieux monsieur de la rue Royale»).

## Список композиций
| №  | Название                             | Автор(ы)                                | Продюсер(ы)         | Длительность |
| -- | ------------------------------------ | --------------------------------------- | ------------------- | ------------ |
| 1. | «D’amour ou d’amitié»                | Эдди Марне Жан-Пьер Ланж Роланд Винсент | Марне Руди Паскаль  | 4:02         |
| 2. | «Le piano fantôme»                   | Люк Пламондон Франсуа Кузино            | Кузино Рене Анжелил | 3:38         |
| 3. | «Tu restes avec moi»                 | Марне Кузино                            | Кузино Анжелил      | 3:23         |
| 4. | «Tellement j’ai d’amour pour toi»    | Марне Юбер Жиро                         | Марне Паскаль       | 2:59         |
| 5. | «Écoutez-moi»                        | Марне Андре Попп                        | Марне Анжелил       | 3:06         |
| 6. | «Le tour du monde»                   | Марне Жан-Пьер Кальве                   | Марне Анжелил       | 3:10         |
| 7. | «Visa pour les beaux jours»          | Марне Кристиан Луажеро Тьерри Жофруа    | Марне Паскаль       | 3:26         |
| 8. | «La voix du bon Dieu»                | Марне                                   | Марне Анжелил       | 3:19         |
| 9. | «Le vieux monsieur de la rue Royale» | Марне Ален Норо                         | Марне Анжелил       | 4:12         |

## Сертификации
| Страна | Сертификация    |
| ------ | --------------- |
| Канада | Платиновый диск |

## Награды
| Год  | Премия                           | Награда                                                                       |
| ---- | -------------------------------- | ----------------------------------------------------------------------------- |
| 1982 | Yamaha Music Festival Awards     | Лучшая песня «Tellement j’ai d’amour pour toi»                                |
| 1982 | Yamaha Symphony Orchestra Awards | Лучший артист                                                                 |
| 1983 | Félix Awards                     | Лучший новый артист года                                                      |
| 1983 | Félix Awards                     | Поп-альбом года — Tellement j’ai d’amour…                                     |
| 1983 | Félix Awards                     | Певица года                                                                   |
| 1983 | Félix Awards                     | Квебекский артист, достигший наибольшего успеха за пределами провинции Квебек |

## Форматы
| Регион | Дата выпуска    | Лейбл   | Формат   | Каталог    |
| ------ | --------------- | ------- | -------- | ---------- |
| Канада | 7 сентября 1982 | Saisons | LP       | SNS 80007  |
| Канада | 7 сентября 1982 | Saisons | Cassette | SNS 480007 |